# Santos Dumont (Minas Gerais)
Santos Dumont é um município da Mesorregião da Zona da Mata, e microrregião de Juiz de Fora, no estado de Minas Gerais, no Brasil. Distante, aproximadamente 207 km de Belo Horizonte, a capital do estado; e 900 km de Brasília, capital brasileira.

## Etimologia
Seu nome é uma homenagem ao conterrâneo Alberto Santos Dumont, considerado o inventor do avião, criado no lugar onde hoje se encontra o museu de Cabangu. Foi fundada por João Gomes, inicialmente com o nome de Arraial de João Gomes, que, mais tarde, elevando-se ao nível de cidade, recebeu o nome de Palmira. João era pai do inconfidente José Aires Gomes.

## História

Santos Dumont. s.d. Arquivo Nacional.

Com a descoberta de ouro pelos bandeirantes, no final do século XVII, criou-se um cinho que se iniciava em Parati-RJ, passando por Guaratinguetá e Taubaté-SP, e avançava a então província de Minas Gerais, conhecido como Caminho Novo. Com o aumento da exploração das minas de ouro e as dificuldades para se percorrer esse trajeto, se fez necessário encurtar as distâncias entre o Rio de Janeiro e o interior, o que facilitaria o transporte e conseqüentemente a fiscalização.
Por volta de 1700-1701, o sertanista Garcia Rodrigues Paes, partiu do Rio de Janeiro para desbravar o território mineiro e abrir o Caminho Novo, que mais tarde passaria a ser chamado "Estrada Real da Corte", ligando a Corte à Província de Minas Gerais. Para permitir o povoamento da região, a Coroa Portuguesa distribuiu sesmarias a nobres e súditos.
João Gomes Martins adquiriu uma das sesmarias em 1728. Esta localidade ficou conhecida inicialmente como Rocinha de João Gomes, passando a Fazenda de João Gomes, Distrito de João Gomes, João Gomes Velho e, em 27 de julho de 1889, tornou-se município de Palmyra, adquirindo autonomia administrativa. No entanto, a instalação do município ocorreu apenas em 15 de fevereiro de 1890, com a designação dos membros que iriam compor a intendência.
Em 31 de julho de 1932 o município de Palmyra recebeu o nome de Santos Dumont  porque o célebre inventor nasceu na Fazenda Cabangu, localizada a 16 quilômetros da então vila de João Gomes. Isto deu muito prestígio ao município e, para homenageá-lo, mudou-se o nome.

## Geografia
Localiza-se a uma latitude 21°27'24" sul e a uma longitude 43°33'09" oeste, estando a uma altitude de 839 metros. Possui uma área de 639,164 km².

### Clima
O clima do município é classificado como tropical de altitude Cwb (Classificação climática de Köppen-Geiger ) é um tipo climático que predomina nos planaltos e serras do Sudeste brasileiro. A temperatura média anual é de 20 °C. O seu clima possui duas estações mais fortes:
- Outubro a abril: Temperaturas mais quentes e bastante chuva.
- Maio a setembro: Temperaturas mais frias e pouca chuva. Este período é mais seco e coincide com o inverno.[9]

| Dados climatológicos para Santos Dumont                                       | Dados climatológicos para Santos Dumont | Dados climatológicos para Santos Dumont | Dados climatológicos para Santos Dumont | Dados climatológicos para Santos Dumont | Dados climatológicos para Santos Dumont | Dados climatológicos para Santos Dumont | Dados climatológicos para Santos Dumont | Dados climatológicos para Santos Dumont | Dados climatológicos para Santos Dumont | Dados climatológicos para Santos Dumont | Dados climatológicos para Santos Dumont | Dados climatológicos para Santos Dumont | Dados climatológicos para Santos Dumont |
| Mês                                                                           | Jan                                     | Fev                                     | Mar                                     | Abr                                     | Mai                                     | Jun                                     | Jul                                     | Ago                                     | Set                                     | Out                                     | Nov                                     | Dez                                     | Ano                                     |
| ----------------------------------------------------------------------------- | --------------------------------------- | --------------------------------------- | --------------------------------------- | --------------------------------------- | --------------------------------------- | --------------------------------------- | --------------------------------------- | --------------------------------------- | --------------------------------------- | --------------------------------------- | --------------------------------------- | --------------------------------------- | --------------------------------------- |
| Temperatura máxima média (°C)                                                 | 26,6                                    | 26,8                                    | 26                                      | 23,9                                    | 22,7                                    | 22,1                                    | 21,4                                    | 23                                      | 23,4                                    | 23,9                                    | 24,3                                    | 24,8                                    | 24,1                                    |
| Temperatura média (°C)                                                        | 21,3                                    | 21,3                                    | 20,7                                    | 18,7                                    | 16,8                                    | 15,7                                    | 15,2                                    | 16,2                                    | 17,5                                    | 18,7                                    | 19,7                                    | 20                                      | 18,5                                    |
| Temperatura mínima média (°C)                                                 | 17,1                                    | 17,2                                    | 16,7                                    | 14,8                                    | 12,2                                    | 10,6                                    | 10,2                                    | 10,3                                    | 12,7                                    | 14,5                                    | 15,4                                    | 16,4                                    | 14                                      |
| Precipitação (mm)                                                             | 272,7                                   | 243,7                                   | 222,9                                   | 92,3                                    | 32,2                                    | 23,7                                    | 17,7                                    | 16                                      | 58,6                                    | 141,8                                   | 203,3                                   | 334,9                                   | 1 659,8                                 |
| Umidade relativa (%)                                                          | 82,8                                    | 83,2                                    | 84,7                                    | 85,3                                    | 84,2                                    | 83,1                                    | 81,5                                    | 77,2                                    | 78,7                                    | 81,3                                    | 83,5                                    | 85,5                                    | 82,5                                    |
| Insolação (h)                                                                 | 164,9                                   | 147,3                                   | 164,4                                   | 153,4                                   | 175,7                                   | 175,6                                   | 186,5                                   | 206,5                                   | 141,7                                   | 127,4                                   | 116,8                                   | 111,6                                   | 1 870,9                                 |
| Fonte: Instituto Nacional de Meteorologia (normal climatológica de 1931-1960) |                                         |                                         |                                         |                                         |                                         |                                         |                                         |                                         |                                         |                                         |                                         |                                         |                                         |

### Hidrografia
A cidade é banhada pelos seguintes rios:
- Rio Formoso: Passa pelo distrito de Conceição do Formoso
- Rio Paraibuna: Passa pelo distrito de Dores do Paraibuna
- Rio Pinho: Atravessa alguns bairros da cidade
- Rio das Posses: Atravessa o Centro da cidade
- Rio Piau: Passa pelo distrito de São João da Serra

O principal rio de Santos Dumont é o Rio Pinho, onde estão localizados:
- Cachoeira Luiz Cunha: Fornece água para a COPASA, onde ela recebe tratamento de purificação e limpeza para depois ser distribuída à população.
- Represa da Ponte Preta: Nela estão localizadas as usinas hidrelétricas de Ana Maria e Guari, que fornecem energia elétrica.[11]

## Demografia
O município passa, desde a década de 1980, por um período de relativa estagnação demográfica, tendo acusado, entre os censos de 1996 e de 2000, um crescimento médio anual de apenas 0,32 por cento. Isto se explica, em parte, pelos fracos índices econômicos (o rendimento médio do trabalhador no município calculado pelo censo de 2000 foi de 450,56 reais, valor apenas maior que o de Campo Belo dentre os municípios de mesmo tamanho na metade meridional de Minas Gerais). Muitos acreditam que esteja havendo uma marginalização do município com relação à cidade de Juiz de Fora, o que explicaria a discrepância das rendas das duas cidades (o valor do índice de Juiz de Fora foi de 758,38 reais).
Dados do Censo (2022) 
População Total: 42 406
- Homens: 20 379
- Mulheres: 22 027

Densidade demográfica: (hab./km²): 66,53

## Economia
Na agricultura, a cidade produz milho, morango, goiaba, nectarina, mandioca, feijão, havendo cultivo permanente da laranja, café, pêssego e banana. Na indústria, Santos Dumont possui a Companhia Brasileira de Carbureto de Cálcio – CBCC, que produz  ferro, silício e silício metálico, exportando para vários países. A cidade ainda possui um Distrito Industrial, com uma área de 40 mil m², onde concentra-se algumas empresas.

### Desenvolvimento industrial

Palmyra, atual Santos Dumont em 1936.

Em 1888, antes mesmo de Palmyra ser reconhecida como município, foi instalada ali a primeira fábrica de laticínios da América do Sul. para fabricação de manteiga e de queijos tipo Petit Suisse e Holandês, chamado Reino por ser, em outros tempos, importado via Portugal. O proprietário era o médico Carlos Pereira de Sá Fortes, importador de gado Holandês na região. A sua fazenda da Mantiqueira, situada à margem da Estrada de Ferro Central do Brasil, tinha área 1.600 hectares e nela existiam 600 cabeças de gado. Ali funcionava uma moderna fábrica denominada Empresa Laticínios de Monte Bello, que produzia lambém leite condensado esterilizado. A maior parte da manteiga e do leite era exportada para o Rio de Janeiro. O Dr. Sá Fortes foi um dos primeiros industriais, no mundo, que exportou o leite em blocos congelados. A manteiga era acondicionada em latas feitas na própria fábrica e era extremamente apreciada no Rio de Janeiro
Os primeiros queijeiros holandeses que trabalharam na Companhia de Laticínios da Mantiqueira, erguida às margens do Rio Pinho, foram Frederich Kingma, J. Etienne, Gaspar Jong, além de Alberto Boecke, técnico holandês trazido pelo Dr. Sá Fortes para a montagem dos equipamentos. Alguns deles desenvolveram na região a indústria de laticínios e as marcas Palmyra, Borboleta e Avenida tornaram-se nacionalmente conhecidas, conquistando o mercado às manteigas francesas, até então importadas. Em 1913, a incorporação com a Companhia Brasileira de Laticínios, criada em 1907, tornou-a a maior produtora e exportadora de leite, manteiga e queijos do mercado nacional.

## Turismo

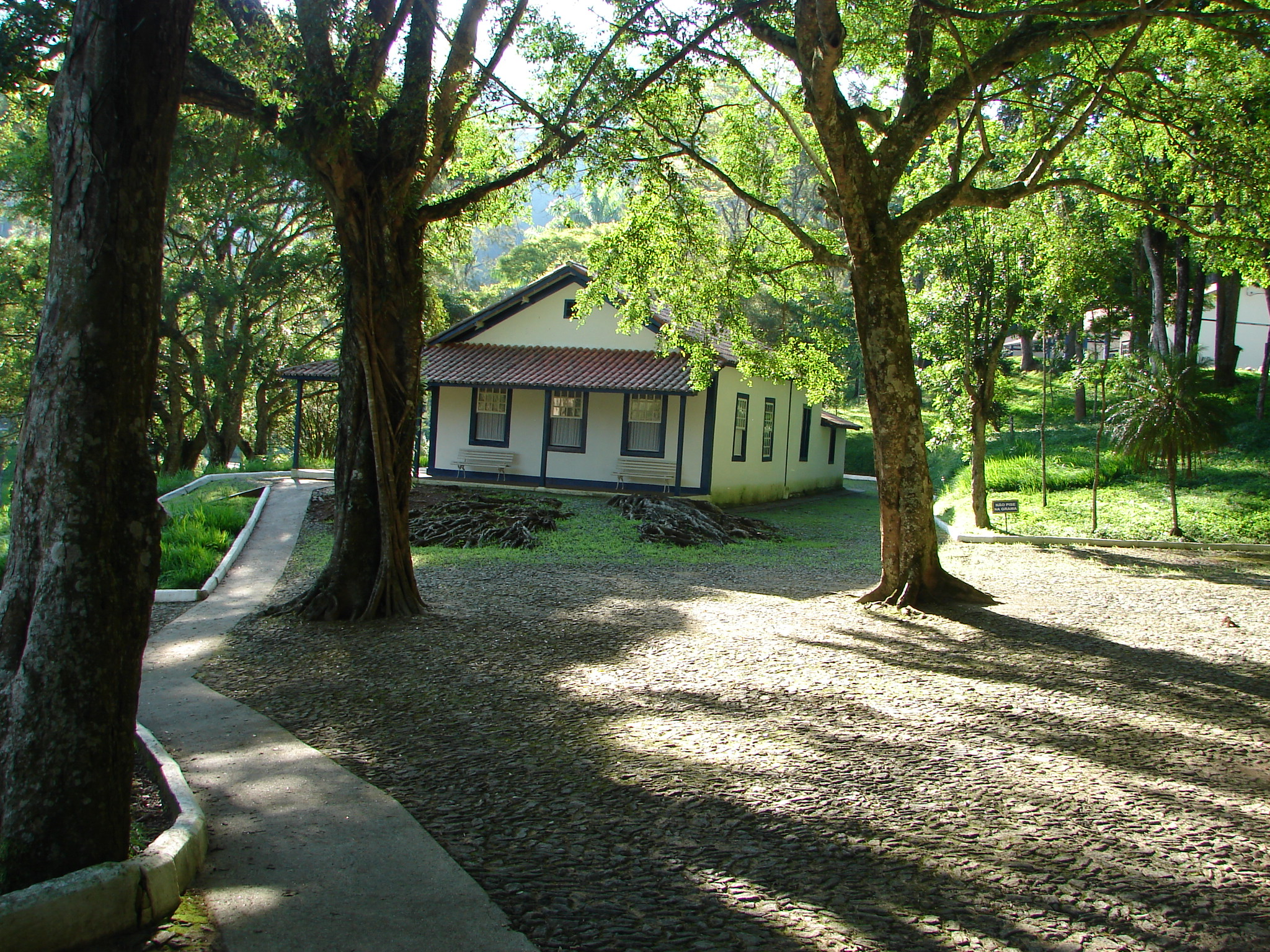
Casa de Alberto Santos Dumont na Fazenda de Cabangu, em Santos Dumont

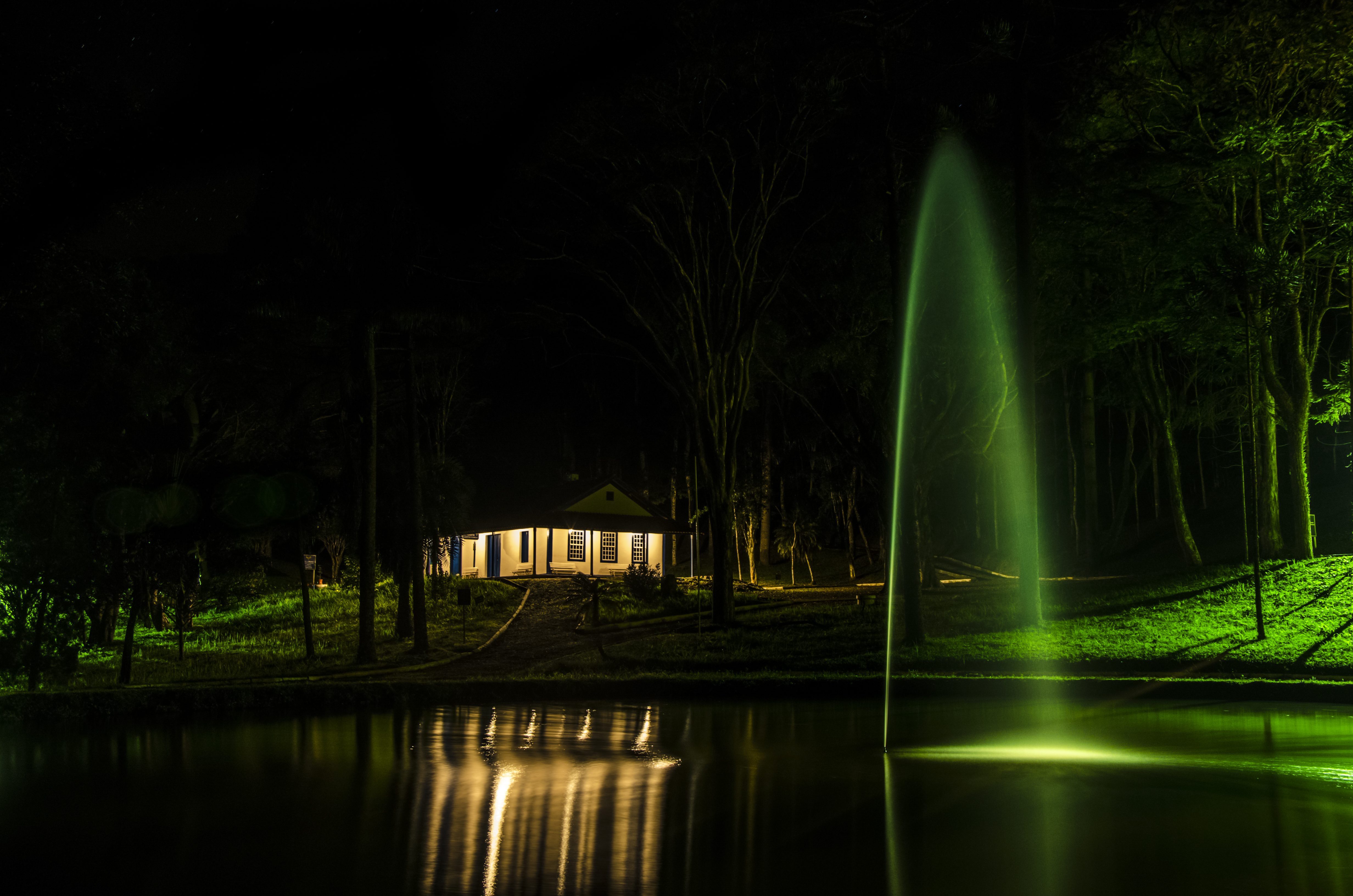
Museu de Cabangu. Fotografia noturna

A cidade possui um turismo bastante rico. Pela região passa o Caminho Novo da Estrada Real, um convite à pratica do turismo ecológico. São 10 quilômetros de estrada até a divisa com o município de Antônio Carlos. Durante o percurso pode-se observar bela paisagem natural, antigas fazendas e dois chafarizes da época de sua construção, além de algumas inscrições em pedras. Estes chafarizes serviam para a parada de tropeiros que vinham do interior de Minas Gerais levando ouro para o Rio de Janeiro na época do Brasil Colônia.
Além disso, na cidade destacam-se o Museu de Cabangu, casa natal de Alberto Santos Dumont, no distrito de Mantiqueira, a 16 km do centro da cidade.
A Represa da Ponte Preta, no bairro de Ponte Preta, é o atrativo turístico  que mais recebe visitantes, sobretudo nos dias quentes de verão, aonde as pessoas vão para nadar, andar de barco, pescar, acampar, e passar o dia livre para lazer. De setembro a janeiro, a represa se encontra vazia, porém ainda são possíveis atividades de lazer no local, como campings e eventos como “Off Road”.